# Ampelisca heterodactyla
Ampelisca heterodactyla är en kräftdjursart. Ampelisca heterodactyla ingår i släktet Ampelisca och familjen Ampeliscidae. Inga underarter finns listade i Catalogue of Life.